# Torre de Can Roca de Baix
La Torre de Can Roca de Baix és un edifici del municipi de Castelldefels (Baix Llobregat) declarat bé cultural d'interès nacional.

## Descripció
És una torre molt restaurada a l'entorn de la qual es va construir una masia. L'acabament, afegit modernament, és una coberta inclinada a una aigua. La torre pròpiament dita conserva els carreus angulars de pedra rogenca i un matacà defensiu. Al cos més antic de la masia es pot veure que les portes i finestres tenen els ampits, brancals i llindes esculpides d'una sola peça de marès vermella.